# فوفلين ريكامييتز
فوفلين ريكامييتز (بالفرنسية: Foufflin-Ricametz)‏ هي بلدية تقع في إقليم باد كاليه من منطقة نور با دو كاليه في شمال فرنسا. تبلغ مساحة هذه المدينة 3 (كم²)، وترتفع عن سطح البحر 145 م، يبلغ عدد سكانها 135 نسمة حسب إحصاء المعهد الوطني للإحصاء والدراسات الاقتصادية سنة 2009 م. وترأس Gérard de Magneval البلدية خلال فترة (2008-2014).